# Petar Gudev
Petar Todorov Gudev (en bulgare : Петър Тодоров Гудев), né le 13 juillet 1863 à Gradets dans le pachalik d'Andrinople (Empire ottoman) et mort le 8 mai 1932 à Sofia (Bulgarie), est un homme politique bulgare. Il est président du Conseil des ministres de la principauté de Bulgarie de mars 1907 à janvier 1908.

## Biographie
Il fait des études de droit et obtient un doctorat en droit. Il rejoint le parti populaire libéral. Il est élu député puis président du Parlement bulgare. 
Il est nommé président du Conseil des ministres de la principauté de Bulgarie le 16 mars 1907. Il est impliqué dans une affaire de corruption pour détournement de fonds. Il est démis de ses fonctions le 29 janvier 1908.